# ویگو ۱۲۷۸۷۰
سیارک ۱۲۷۸۷۰ (به انگلیسی: 127870 Vigo، نامگذاری:2003FE123) صد و بیست و هفت هزار و هشتصد و هفتادمین سیارک کشف شده‌است که در ۲۴ مارس ۲۰۰۳ کشف شد.